# Taenaris helice
Taenaris helice är en fjärilsart som beskrevs av Brooks 1944. Taenaris helice ingår i släktet Taenaris och familjen praktfjärilar. Inga underarter finns listade i Catalogue of Life.